# Моро-Нелатон, Этьен
Адольф Этьен Огюст Моро-Нелатон (фр. Adolphe Étienne Auguste Moreau-Nélaton; (2 декабря 1859, Париж — 25 апреля 1927, Париж) — французский живописец, художник-керамист, график, мастер афиши и плаката, а также коллекционер и историк искусства. Свои обширные коллекции произведений искусства он передал в дар государственным музеям Франции, некоторые из них — ещё при жизни.

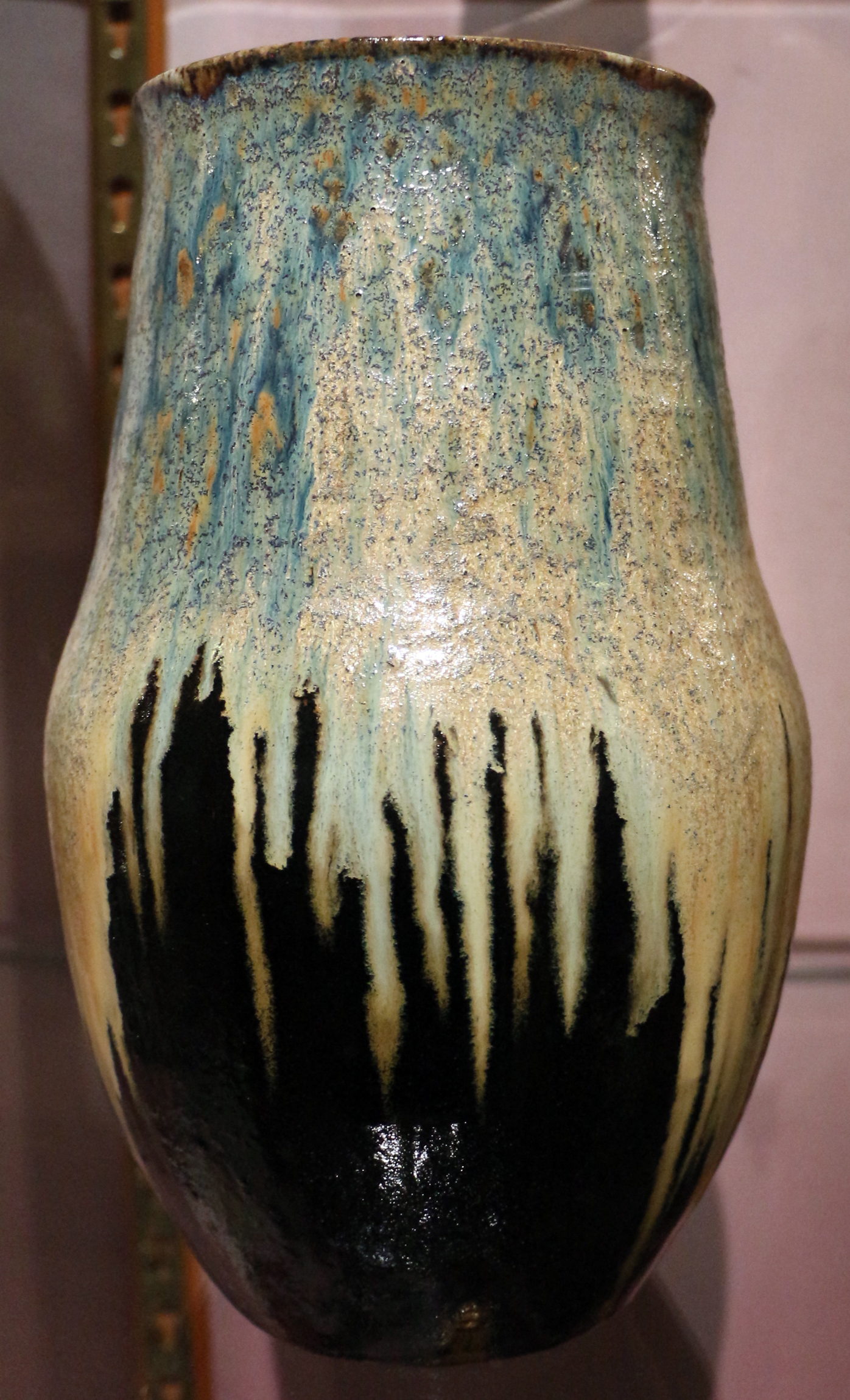
Ваза. Поливная керамика. 1907

## Биография
Собирать семейную коллекцию произведений искусства начал Адольф Моро (1800—1859), дед Этьена Моро-Нелатона. Будучи биржевым маклером, он располагал достаточными финансовыми средствами для приобретения работ художников Эжена Делакруа и Александра-Габриэля Декана, которые были его друзьями. Отец Этьена Моро-Нелатона, которого также звали Адольф Моро (1827—1882), был высокопоставленным государственным чиновником и возглавлял железнодорожную компанию Chemin de Fer de l’Est. В 1856 году он женился на художнице-керамистке Камилле Нелатон (1840—1897), вместе с которой он продолжал расширять коллекцию произведений искусства.
После посещения с 1882 года Высшей нормальной школы (École normale supérieure) Этьен Моро-Нелатон решил заниматься живописью. Своё художественное образование он начал, обучаясь у живописцев Анри Жозефа Aрпиньи и Альбера Меньяна, которые были друзьями его семьи.
В 1895 году Этьен Моро-Нелатон присоединился к «Обществу пяти» (Société des cinq), организованному Тони Сельмерсхаймом, а затем к «Искусству во всём» (l’Art dans Tout), ассоциации архитекторов, декораторов и скульпторов, которые стремились обновить декоративно-прикладное искусство в период с 1896 по 1901 год на основе «нового стиля». Другими участниками группы были Анри Соваж, Анри Нок, Александр Шарпантье, Феликс Обер, Жан Дамп. Моро-Нелатон демонстрировал на выставках объединения свои керамические изделия.
В 1885 году Моро-Нелатон впервые показал свои картины в Парижском салоне. На стиль его живописи повлияли Эдуард Мане и Берта Моризо, в основном он изображал бытовые семейные сцены, но также создал несколько пейзажей под влиянием импрессионизма. Некоторые из его работ сейчас находятся в Музее д’Орсе в Париже.

## Живопись Этьена Моро-Нелатона

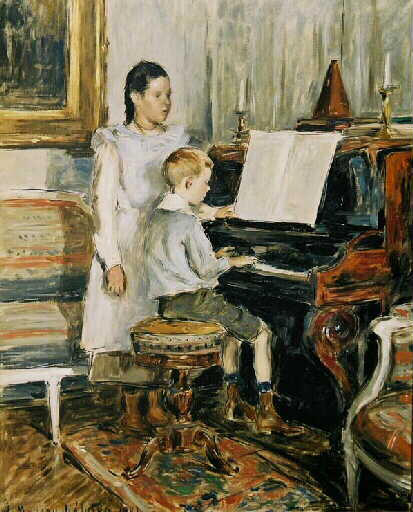
Дети у пианино. 1902. Холст, масло. Музей изящных искусств, По, Аквитания
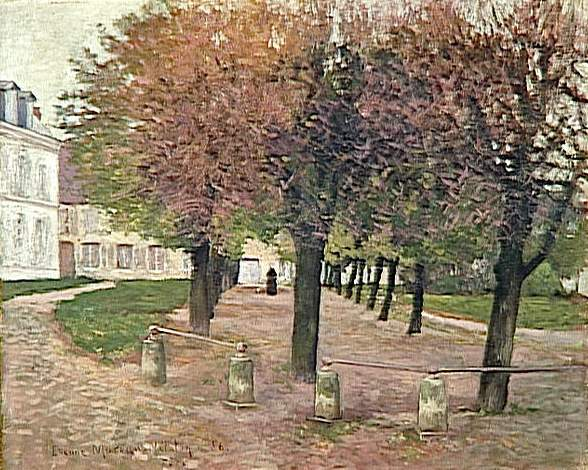
Площадь Фер-ан-Тарденуа. 1886. Холст, масло. Музей Орсе, Париж
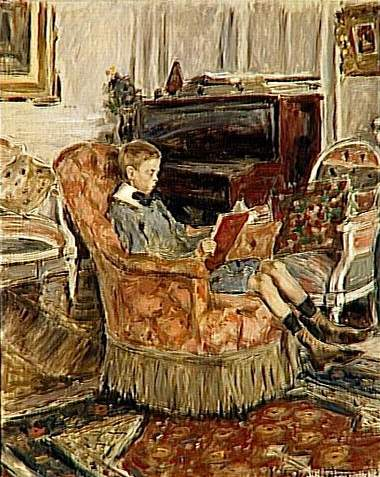
Мальчик с книгой. 1903. Холст, масло. Музей Орсе, Париж
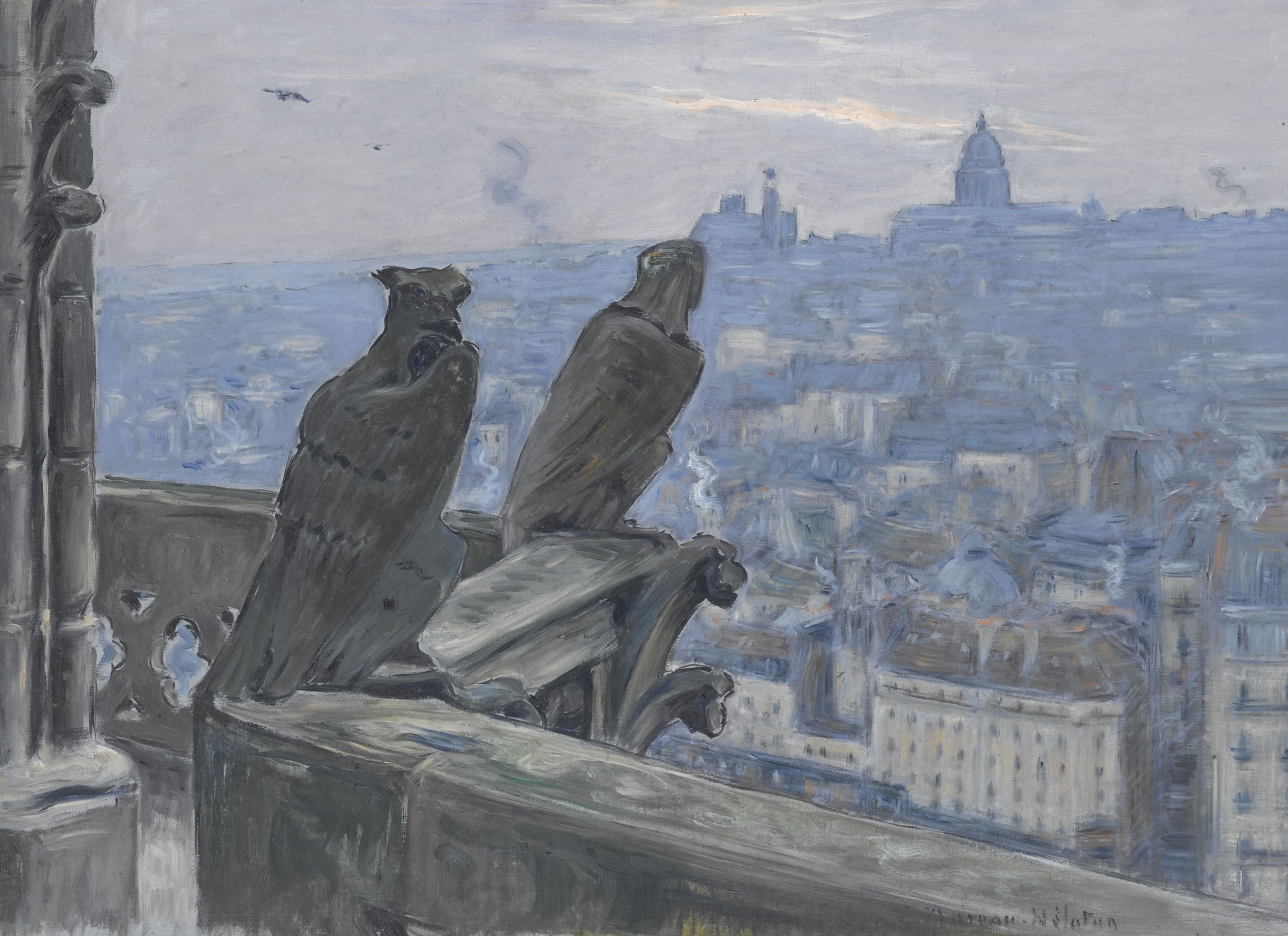
Вид на Париж с башен Нотр-Дам. Ок. 1898. Холст, масло. Галерея искусств, Штутгарт
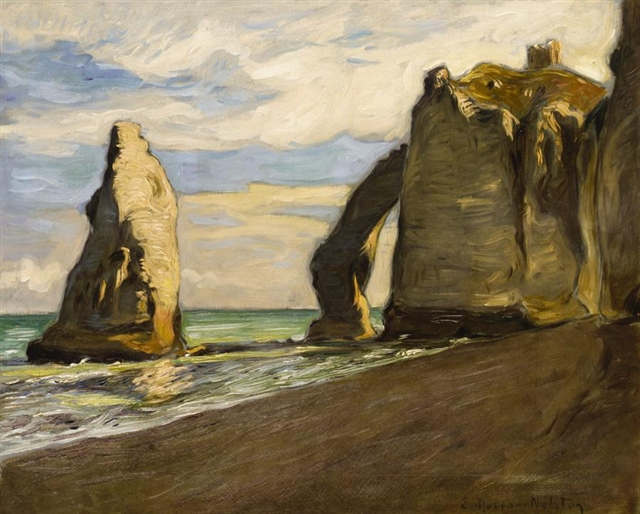
Скалы в Этрета. Холст, масло. Частное собрание
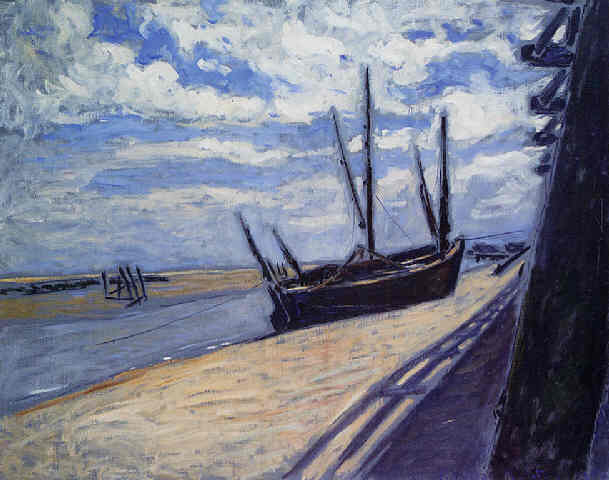
Барки на берегу. 1901. Холст, масло. Частное собрание
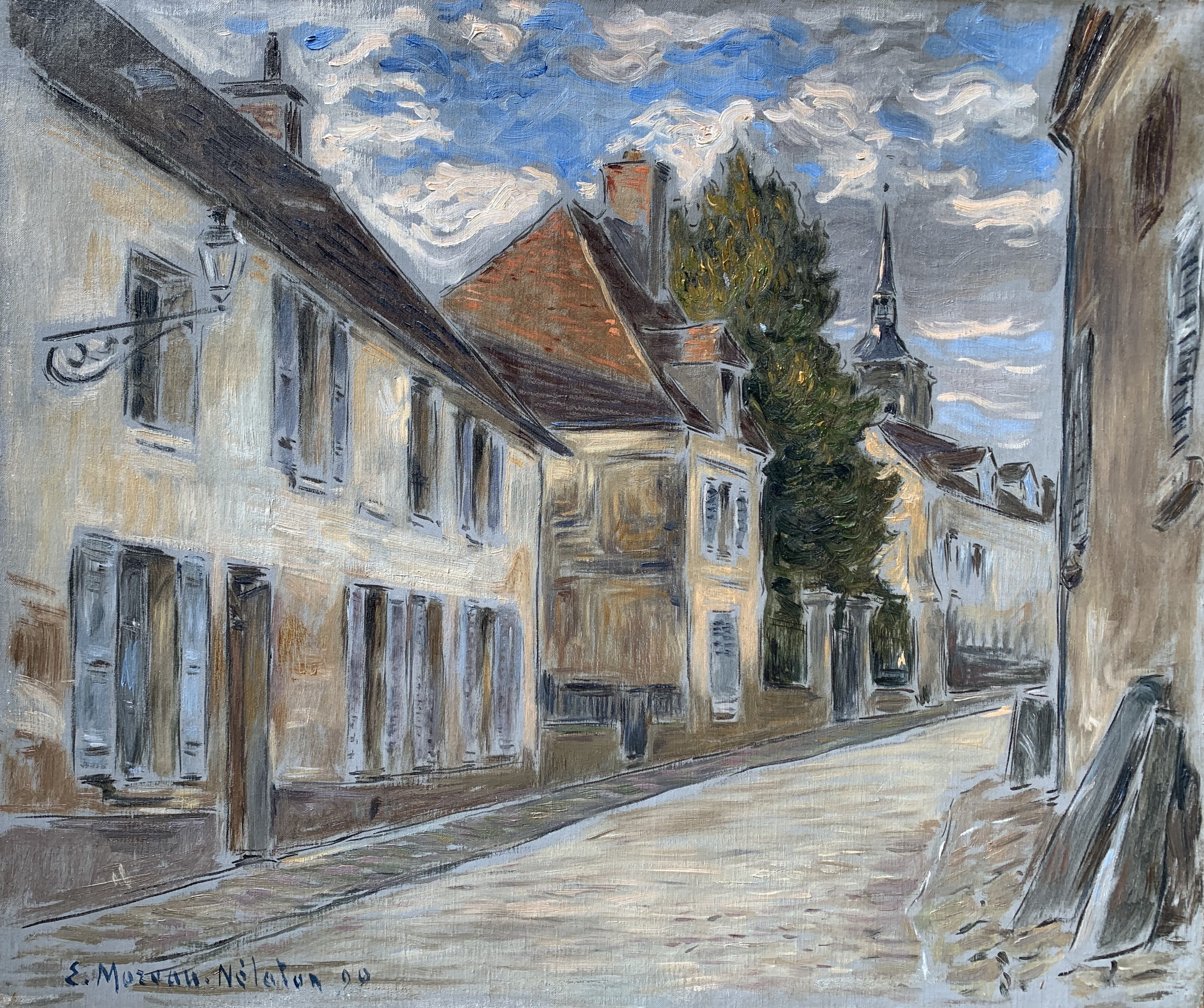
Рю дю Пон в Фер-ан-Тарденуа. 1899. Холст, масло
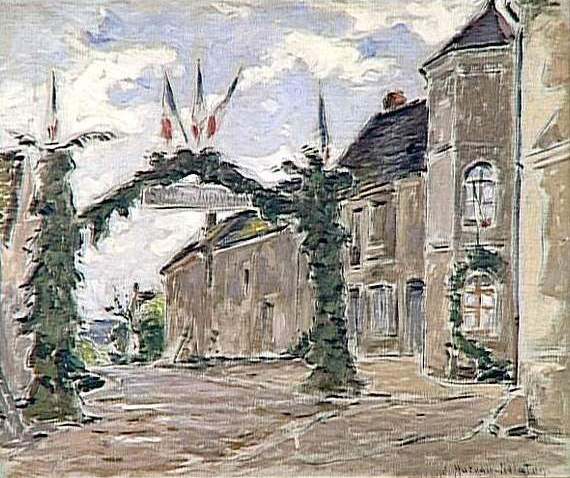
Встреча префекта. 1900-е. Холст, масло. Музей Орсе, Париж

### Коллекционер и меценат

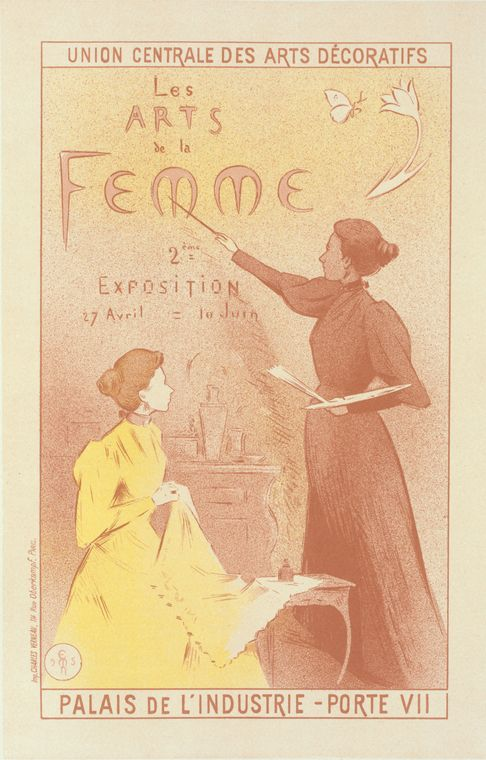
Афиша второй выставки «Искусство женщин» Центрального союза декоративных искусств в Париже. 1894

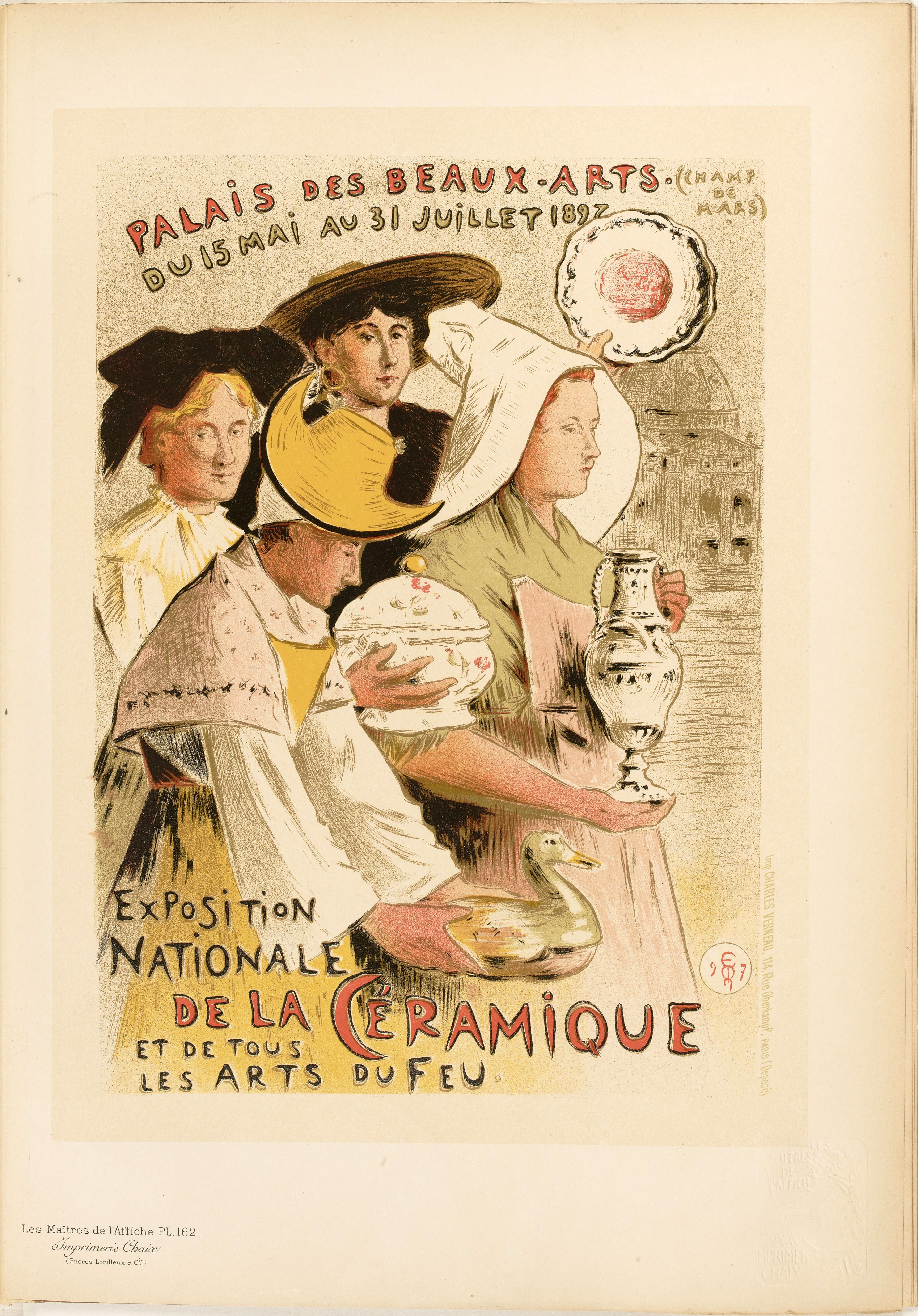
Афиша Национальной выставки искусства керамики. Дворец изящных искусств. Париж, 1897

Моро-Нелатон прославился как коллекционер и меценат. В дополнение к работам, уже находившимся в собственности его семьи, он впервые приобрёл картины Эжена Делакруа, Камиля Коро, Нарсиса Диаса де ла Пеньи, Констана Тройона, Теодора Жерико, Тома Кутюра, Оноре Домье и Шарля-Франсуа Дюбиньи. Затем последовали произведения Анри Фантен-Латура, в том числе картина «Посвящение Делакруа». Моро-Нелатон также входил в группу меценатов, обеспечивших передачу картины Эдуарда Мане «Олимпия» государству. Его собственная коллекция произведений художников-импрессионистов включала десять работ одного только Клода Моне. Среди них была известная картина «Маковое поле в Аржантёйе». Моро-Нелатон также приобрёл для своей коллекции семь работ Альфреда Сислея, две картины Камиля Писсарро и «Охоту на бабочек» Берты Моризо. Среди пяти картин Эдуарда Мане в коллекции Моро-Нелатона была его главная работа «Завтрак на траве». Среди других художников, представленных в коллекции, были Пьер Пюви де Шаванн, Пьер Поль Прюдон, Ян Бартольд Йонгкинд, Жан-Луи Форен и Эжен Каррьер. Большинство картин были переданы в дар Лувру или Музею д’Орсе. Другие части коллекции попали в государственные музеи после смерти собирателя. Среди них были скульптуры Альфреда Шарля Ленуара, Аристида Майоля и Эме Жюля Далу. Кроме того, Моро-Нелатон завещал государству более 3 000 рисунков и гравюр.

### Историк искусства
В начале XX века Моро-Нелатон всё более посвящал себя историческим исследованиям в области изобразительного искусства. Начиная с 1905 года, он опубликовал множество статей, биографий и научных каталогов. Около 1900 года Моро-Нелатон приступил к своей главной работе: выпуску монографических очерков о французских художниках XIX века под повторяющимися названиями: «Мане о себе…», «Милле о себе…», «Коро о себе…» и так далее. Подобный способ изложения восходил к Вазари, но подкреплялся надёжными документальными источниками, чаще собственными письмами художников (многих Моро-Нелатон знал лично), поэтому очерки «отличались особенной увлекательностью». Таким образом повествование приобретало литературный эффект документальности, будто сам художник говорил с читателем о сокровенном.
В дополнение к своим трудам о художниках XIX века, включая Делакруа, Коро, Мане, Жана-Франсуа Милле и Яна Бартольда Йонгкинда, Моро-Нелатон также работал над книгами о художниках эпохи Возрождения, Жане и Франсуа Клуэ или Реймсском соборе. В своих трудах Моро-Нелатон не стремился к теоретизированию, а ограничивался оценкой первоисточников, поэтому его публикации и в наше время не теряют своей ценности. Его обширные коллекции материалов сегодня хранятся в Национальной библиотеке Франции. В 1925 году Этьен Моро-Нелатон был избран в Академию изящных искусств в качестве преемника Теофиля Гомолле.

## Основные публикации
- Les Grands Saints des petits enfants: légendes en images, 1896
- Manet, graveur et lithographe, 1906
- Les Clouet, peintres officiels des rois de France. À propos d’une peinture signée de François Clouet, 1908
- Le Clouet Peintres officiels des Rois de France. Paris: É. Levy, 1908
- Les frères Du Monstier, Peintres de la reine Catherine de Médicis. Paris: É. Levy, 1908
- Chantilly. Paris: É. Levy, 1910
- Histoire de Fère-en-Tardenois. Paris: Champion, 1911
- Corot, biographie critique, 1913
- La Cathédrale de Reims, 1915
- Delacroix raconté par lui-même, étude biographique d’après ses lettres, son journal, 2 vol., 1916
- Jongkind raconté par lui-même, 1918
- Millet raconté par lui-même, 3 vol., 1921
- Les Clouet et leurs émules, 1924
- Corot raconté par lui-même, 2 vol., 1924
- Daubigny raconté par lui-même, 1925
- Manet raconté par lui-même, 2 volumes. Paris: édition Henri Laurens, 1926